# Witold Pic

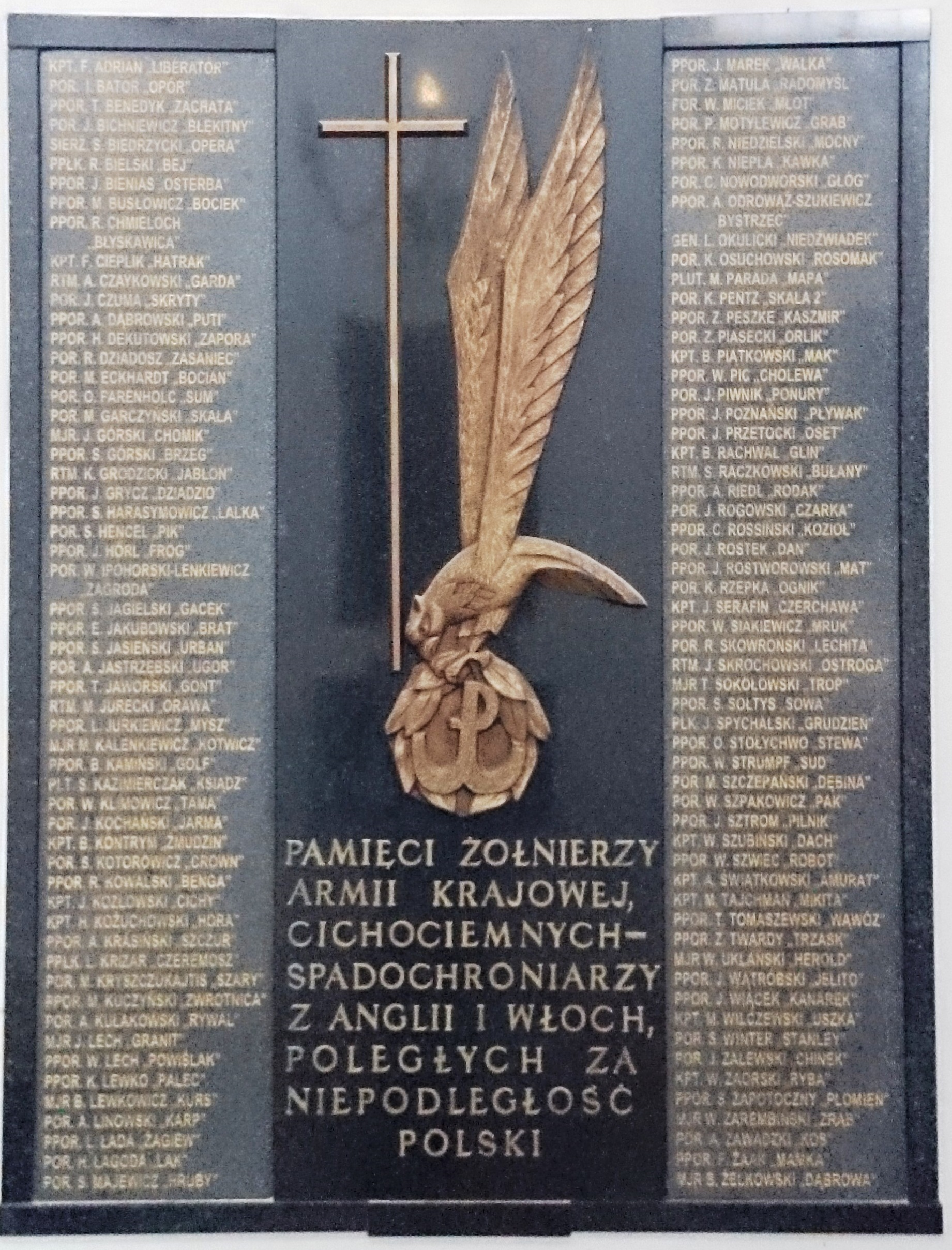
Tablica w kościele św. Jacka w Warszawie, upamiętniająca poległych cichociemnych, w tym Witolda Pica

Witold Stanisław Pic vel Witold Piechowicz vel Jan Roman Bielkiewicz pseud. Cholewa, Kasa (ur. 13 stycznia 1918 w Poznaniu, zm. 22 marca 1944 w Kaskach) – podoficer Wojska Polskiego, oficer Polskich Sił Zbrojnych na Zachodzie i Armii Krajowej, podporucznik artylerii, cichociemny.

## Życiorys
Po ukończeniu Gimnazjum im. Ignacego Jana Paderewskiego w Poznaniu i zdaniu tam egzaminu dojrzałości (1937), kontynuował naukę w Szkole Podchorążych Rezerwy Artylerii we Włodzimierzu Wołyńskim (w latach 1937–1938). Po jej ukończeniu został przydzielony do 7 baterii 14 Wielkopolskiego pułku artylerii lekkiej, w którym służył do 15 września 1938 roku.
Do Ośrodka Zapasowego tegoż pułku został zmobilizowany 31 sierpnia 1939 roku. Następnie, we wrześniu 1939 roku służył w 5 Lwowskim pułku artylerii lekkiej 5 Dywizji Piechoty. W dniach 14–20 września walczył w obronie Lwowa. 21 września albo 20 października przekroczył granicę polsko-węgierską. Był internowany na Węgrzech. W listopadzie 1939 roku dotarł do Francji, gdzie został skierowany do Centrum Wyszkolenia Artylerii w Camp de Coëtquidan, w którym pełnił funkcję instruktora. W lipcu 1940 roku dotarł do Wielkiej Brytanii, gdzie przydzielono go do 1 pułku artylerii ciężkiej.
Zgłosił się do służby w kraju. Po przeszkoleniu w dywersji został zaprzysiężony 29 listopada 1942 roku w Oddziale VI Sztabu Naczelnego Wodza. Zrzutu dokonano w nocy z 20 na 21 lutego 1943 roku w ramach operacji „File” dowodzonej przez por. naw. Karola Gębika (zrzut na placówkę odbiorczą „Słoń” 20 km na północ od Chęcin). Po aklimatyzacji dostał w maju przydział do Kedywu Obszaru Zachodniego AK, gdzie został członkiem kadrowego zespołu mjra Jana Mielczarskiego „Sana”. Brał udział w wielu akcjach dywersyjnych, m.in.:
- wysadzenie pociągu towarowego między Błoniem a Bożą Wolą w nocy z 15 na 16 lutego 1944 roku,
- przecięcie torów koło posterunku Boża Wola w nocy z 8 na 9 marca 1944 roku.

22 marca 1944 roku dowodził akcją ewakuacji broni z majątku Pułapina, pozostawionej tam po akcji w nocy z 8 na 9 marca 1944 roku. We wsi Kaski wywiązała się walka z oddziałem niemiecko-własowskim. Ppor. Pic był ranny w walce, przyjmując na siebie ogień nieprzyjaciela umożliwił wyprowadzenie z walki innego rannego żołnierza. W czasie wycofywania był ponownie kilkakrotnie ranny. Po zniszczeniu dokumentów zastrzelił się.

## Awanse
- podporucznik – ze starszeństwem z dniem 20 października 1941 roku

## Odznaczenia i wyróżnienia
- Krzyż Srebrny Orderu Virtuti Militari – pośmiertnie
- Krzyż Walecznych – prawdopodobnie.

## Życie rodzinne
Był synem Władysława, kierownika w firmie eksportowej „Przybyła”, i Marii z domu Rausch. W 1944 roku ożenił się ze Stefanią Wilczak (ur. w 1918 roku).
Po śmierci został pochowany pod Kaskami, jednak w 1945 roku został wysiłkiem żony ekshumowany i pochowany w grobowcu rodzinnym na Cmentarzu Górczyńskim w Poznaniu jako Witold Pic-Bielkiewicz.

## Upamiętnienie
W lewej nawie kościoła św. Jacka przy ul. Freta w Warszawie odsłonięto w 1980 roku tablicę Pamięci żołnierzy Armii Krajowej, cichociemnych – spadochroniarzy z Anglii i Włoch, poległych za niepodległość Polski. Wśród wymienionych 110 poległych cichociemnych jest Witold Pic.